# Dayton (Tennessee)
Dayton é uma cidade localizada no estado norte-americano de Tennessee, no Condado de Rhea.

## Demografia
Segundo o censo norte-americano de 2000, a sua população era de 6180 habitantes.
Em 2006, foi estimada uma população de 6661, um aumento de 481 (7.8%).

## Geografia
De acordo com o United States Census Bureau tem uma área de
16,5 km², dos quais 15,9 km² cobertos por terra e 0,6 km² cobertos por água.

## Localidades na vizinhança
O diagrama seguinte representa as localidades num raio de 32 km ao redor de Dayton.